# Grekland i olympiska vinterspelen 2022
Grekland deltog i de olympiska vinterspelen 2022 i Peking i Kina mellan den 4 och 20 februari 2022.
Apostolos Angelis och Maria Ntanou var Greklands fanbärare vid öppningsceremonin. Vid avslutningsceremonin var den alpina skidåkaren Ioannis Antoniou landets fanbärare.

## Alpin skidåkning
| Idrottare        | Gren                 | Åk 1  | Åk 1      | Åk 2             | Åk 2             | Totalt           | Totalt           |
| Idrottare        | Gren                 | Tid   | Placering | Tid              | Placering        | Tid              | Placering        |
| ---------------- | -------------------- | ----- | --------- | ---------------- | ---------------- | ---------------- | ---------------- |
| Ioannis Antoniou | Herrarnas storslalom | DNF   | DNF       | Gick inte vidare | Gick inte vidare | Gick inte vidare | Gick inte vidare |
| Ioannis Antoniou | Herrarnas slalom     | 59,48 | 36        | 54,81            | 28               | 1.54,29          | 29               |
| Maria Tsiovolou  | Damernas storslalom  | DNF   | DNF       | Gick inte vidare | Gick inte vidare | Gick inte vidare | Gick inte vidare |
| Maria Tsiovolou  | Damernas slalom      | DNF   | DNF       | Gick inte vidare | Gick inte vidare | Gick inte vidare | Gick inte vidare |

## Längdskidåkning
Distans
| Idrottare         | Gren                         | Final     | Final    | Final     |
| Idrottare         | Gren                         | Tid       | Diff.    | Placering |
| ----------------- | ---------------------------- | --------- | -------- | --------- |
| Apostolos Angelis | Herrarnas 50 km fristil      | 1:34.04,2 | +22.31,5 | 59        |
| Maria Ntanou      | Damernas 10 km klassisk stil | 37.39,4   | +9.33,1  | 88        |
| Maria Ntanou      | Damernas 30 km fristil       | Varvad    | Varvad   | 61        |
| Nefeli Tita       | Damernas 10 km klassisk stil | 42.12,1   | +14.05,8 | 98        |

Sprint
| Idrottare                | Gren                   | Kval    | Kval      | Kvartsfinal      | Kvartsfinal      | Semifinal        | Semifinal        | Final            | Final            |
| Idrottare                | Gren                   | Tid     | Placering | Tid              | Placering        | Tid              | Placering        | Tid              | Placering        |
| ------------------------ | ---------------------- | ------- | --------- | ---------------- | ---------------- | ---------------- | ---------------- | ---------------- | ---------------- |
| Apostolos Angelis        | Herrarnas sprint       | 3.20,87 | 83        | Gick inte vidare | Gick inte vidare | Gick inte vidare | Gick inte vidare | Gick inte vidare | Gick inte vidare |
| Maria Ntanou             | Damernas sprint        | 4.04,66 | 89        | Gick inte vidare | Gick inte vidare | Gick inte vidare | Gick inte vidare | Gick inte vidare | Gick inte vidare |
| Nefeli Tita              | Damernas sprint        | 4.14,48 | 87        | Gick inte vidare | Gick inte vidare | Gick inte vidare | Gick inte vidare | Gick inte vidare | Gick inte vidare |
| Maria Ntanou Nefeli Tita | Damernas sprintstafett | —       | —         | —                | —                | Varvade (4 lopp) | 13               | Gick inte vidare | =23              |